# 弥生人
弥生人（やよいじん）は弥生時代に日本列島に居住した人々。大きく、弥生時代に朝鮮半島や東南アジア、中国南部などのアジア大陸等から日本列島に渡来してきた渡来系弥生人、縄文人が直接新文化を受け入れた結果誕生した在来系弥生人、および両者の混血である弥生人とに分けられる。

## 概要
縄文人骨の顔立ちや体形は一定しており、あまり大きな時期差や地域差は認められないが、広義の弥生人骨は割合と多様であり、地域差や時期差が大きい。縄文人そのもののような弥生人や縄文人に似た弥生人（縄文系弥生人）、大陸側（朝鮮半島と中国吉林省近く）にいた人々と身体的特徴が似ている弥生人（渡来系弥生人）、縄文系と渡来系が混合したような弥生人（混血系弥生人）がいた。
遺伝学の研究によって、日本人と朝鮮人と中国人のY染色体には違いがみられ、弥生時代開始以降に断続的に渡来人がやって来たものの、先住の縄文人とは完全に対立していたわけではなく、融和、混血していったものと考えられる。また日本列島には縄文時代以前から各方面から様々な人たちが日本へ流入し、弥生人も複数の系統が存在していたと推定される。

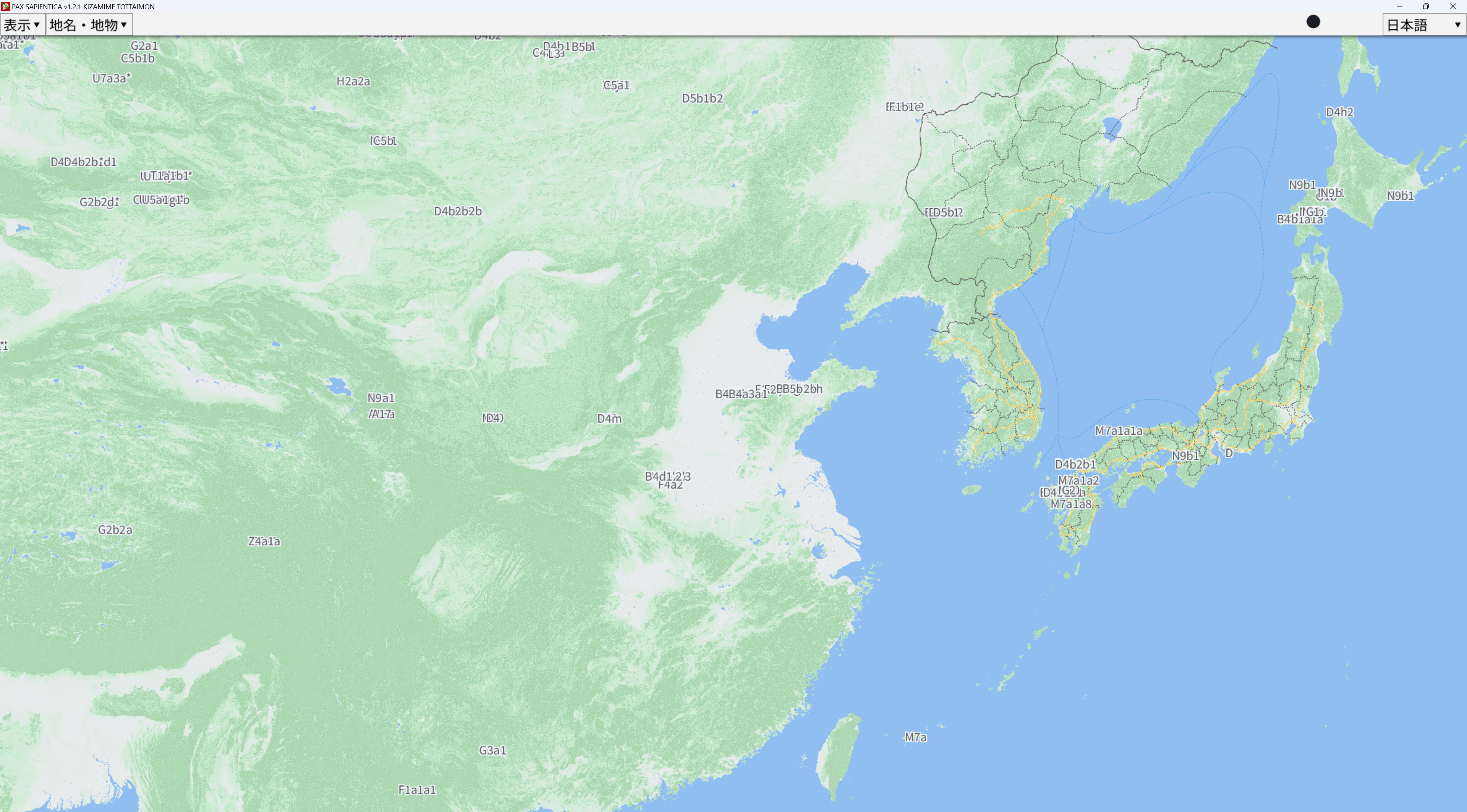
前3-4世紀の東アジアのミトコンドリアDNAハプログループ分布

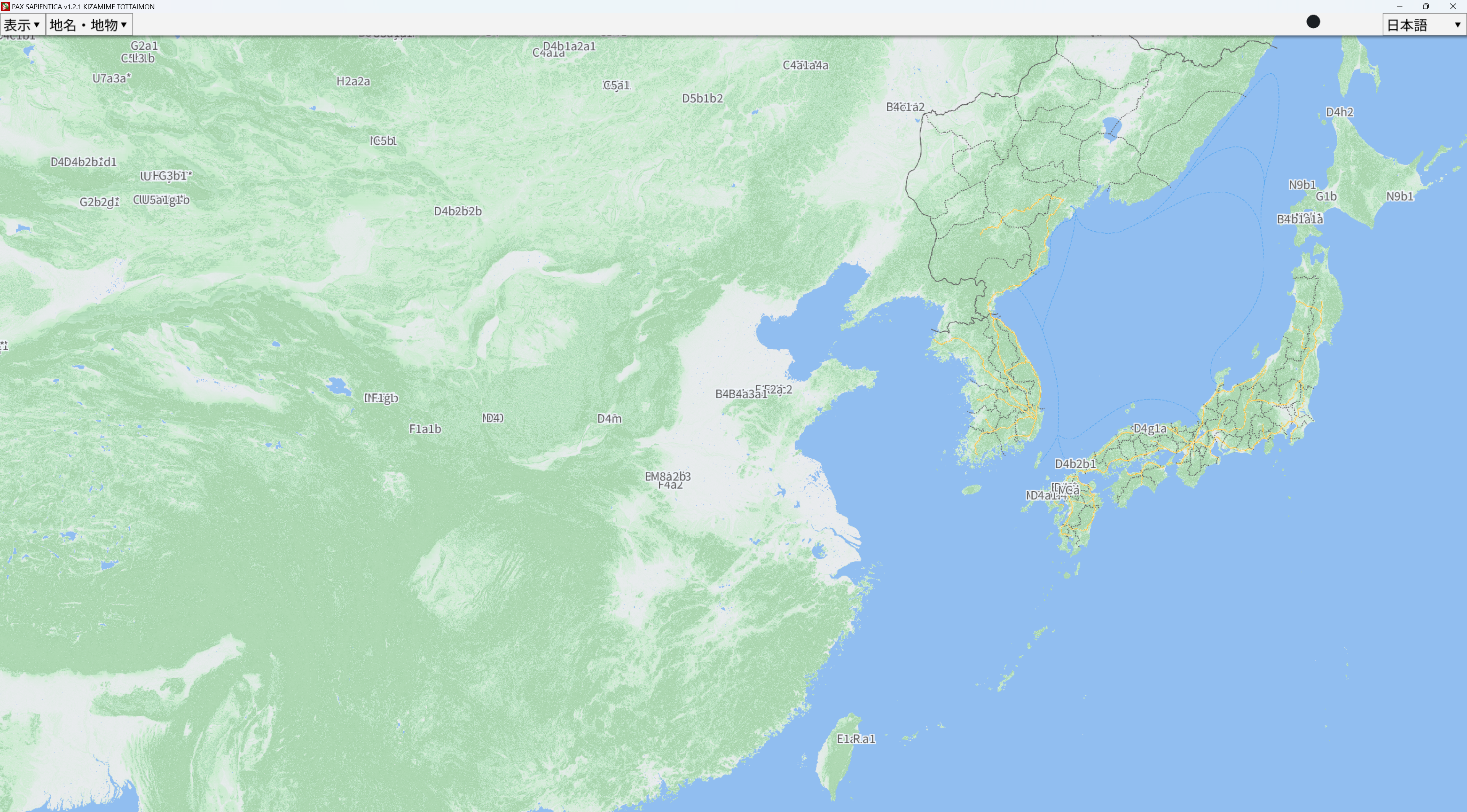
前1-2世紀の東アジアのミトコンドリアDNAハプログループ分布

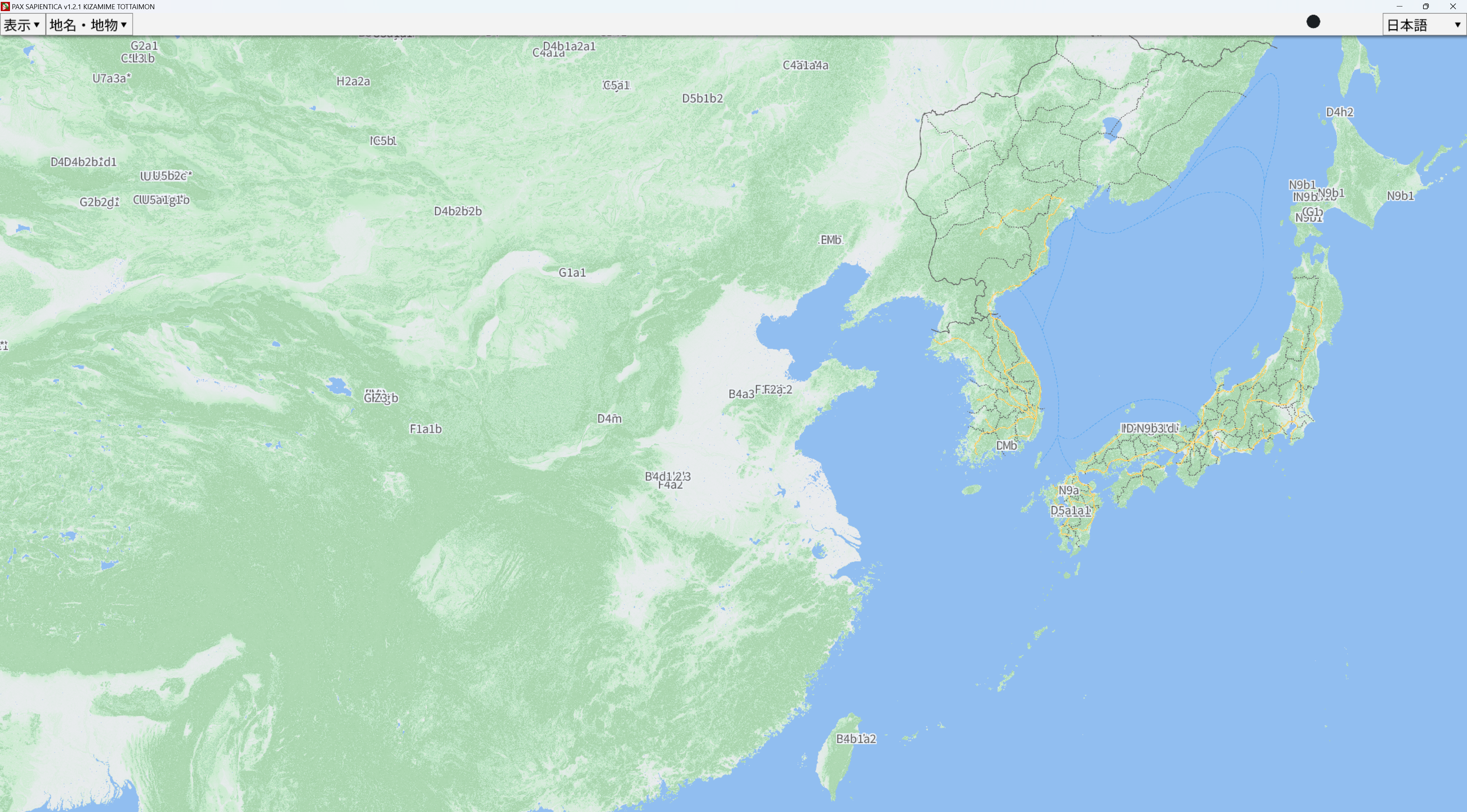
1-2世紀の東アジアのミトコンドリアDNAハプログループ分布

## 起源
一般には、弥生人は朝鮮半島、山東半島から水稲栽培を日本にもたらした集団と考えられてきた。崎谷満は、日本に水稲栽培をもたらしたのはY染色体ハプログループO1b2に属す集団であると主張しているが、中国江南にはO1b2が殆ど発見されていない研究結果から信憑性は低いとされている。この系統は、オーストロアジア語族の民族に高頻度にみられるO1b1系統の姉妹系統であり、満州や朝鮮半島などの東アジア北東部に多く分布する。篠田によるミトコンドリアDNAの研究によると、渡来系弥生人と近いのは日本から比較的近い朝鮮半島、遼寧省、山東半島であるとされ、また核DNAの主成分分析によると、弥生人は現代日本人と並んで北京の中国人と縄文人の中間に位置し、オロチェンやウリチなど古代北東アジア人と関連の深い沿海州やアムール川流域の民族とは離れていることが示されている。

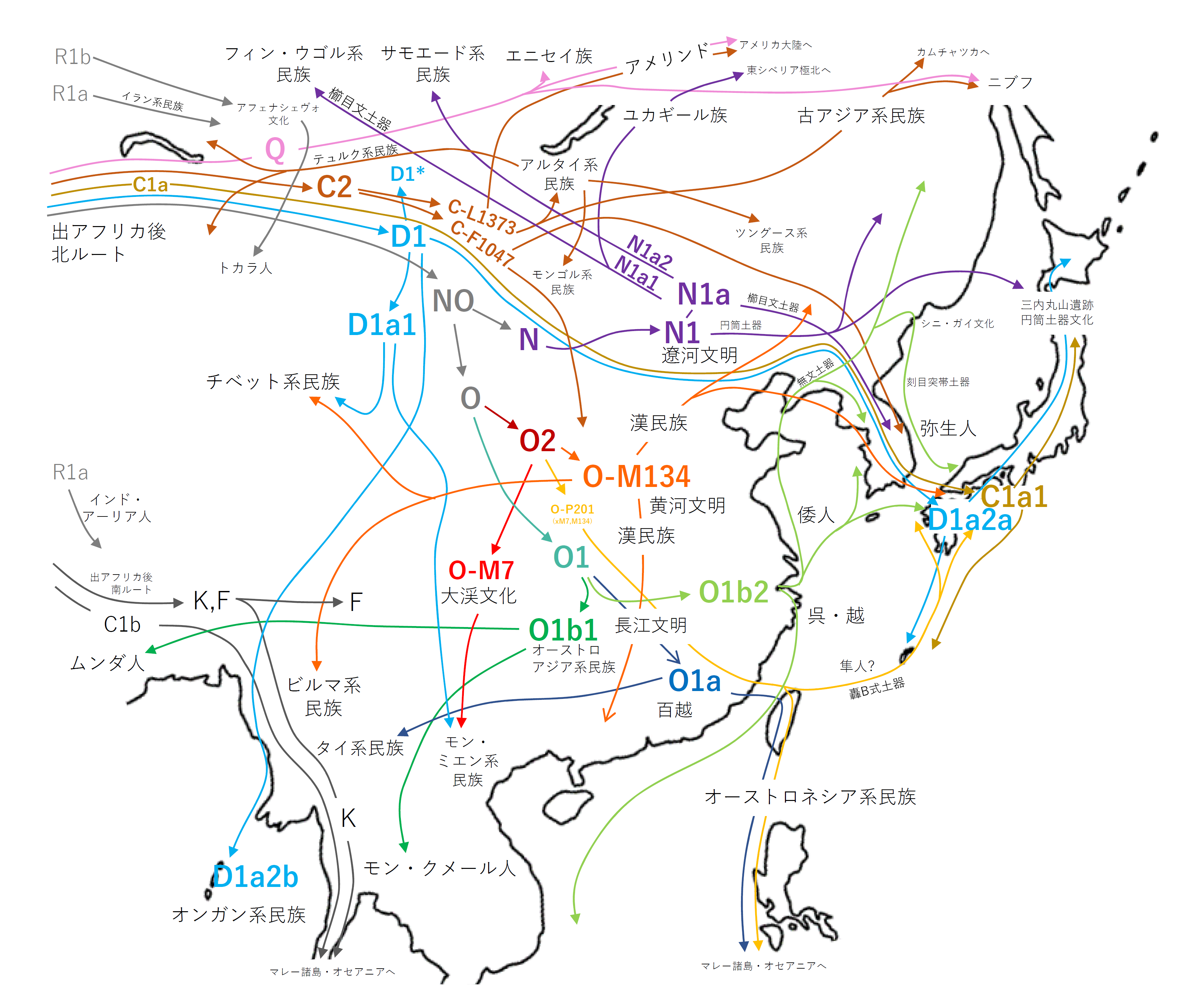

土井ヶ浜遺跡の弥生人が北部モンゴロイドの特徴を持つことや、日本人にみられるミトコンドリアDNAハプログループやGm遺伝子が北方型であることなどから、弥生人の起源地を沿海州南部(ロシア）に求める見方もある。遺伝的にも東アジア北東部にはハプログループO1b2が比較的高頻度に確認され、弥生時代に広くみられる刻目突帯文土器と似たタイプの土器が沿海州南西部のシニ・ガイ文化にもみられる。民族学からも、類似のルートをとった集団として、岡正雄は「父系的、「ハラ」氏族的、畑作＝狩猟民文化（北東アジア・ツングース方面）」、鳥居龍蔵は「固有日本人（朝鮮半島を経由して、あるいは沿海州から来た北方系民族）」を抽出している。
福岡県の安徳台遺跡から出土した形質的には典型的な渡来系弥生人と考えられた人骨の核ゲノムの解析を行ったところ、既に弥生時代中期に縄文人との混血があり、韓国や中国の集団より現代日本人の集団に近いことが判明した。一方で縄文人に遺伝的に近い集団がかつて東アジア沿岸部に広く存在したのではないかということから古代東アジア沿岸集団の存在が仮定され、朝鮮半島南岸の新石器時代人骨からも古代東アジア沿岸集団あるいは縄文人との混血が見られることから、渡来系弥生人が渡来する前に既に混血した集団であった可能性が考えられるようになっている。
言語学からは、朝鮮半島における無文土器文化の担い手が現代日本語の祖先となる日琉語族に属する言語を話していたという説が複数の学者から提唱されている。
これらの説によれば現代の朝鮮語の祖先となる朝鮮語族に属する言語は古代満州南部から朝鮮半島北部にわたる地域で確立され、その後この朝鮮語族の集団は北方から南方へ拡大し、朝鮮半島中部から南部に存在していた日琉語族の集団に置き換わっていったとしており、この過程で南方へ追いやられる形となった日琉語族話者の集団が弥生人の祖であるとされる。

なお、渡来した弥生人は単一民族ではなく複数の系統が存在するという説もある。

## 特徴
頭蓋骨の計測値で渡来系弥生人に最も近いのは新石器時代の南部朝鮮半島人、青銅器時代の江蘇および東周代の山東半島・臨淄の人骨であると言われている。
また、眼窩は鼻の付け根が扁平で上下に長く丸みを帯びていて、のっぺりとしている。また、歯のサイズも縄文人より大きい。平均身長も162〜163センチぐらいで、縄文人よりも高い。しかしながら、こうした人骨資料のほとんどは、北部九州・山口県・島根県の日本海沿岸にかけての遺跡から発掘されたものである。南九州から北海道まで、他の地方からも似た特徴を持つ弥生時代の人骨は発見されているが、それらは人種間の形態とその発生頻度までを確定付けるには至っていない。近年、福岡県糸島半島の新町遺跡で大陸墓制である支石墓から発見された人骨は縄文的習俗である抜歯が施されていた。長崎県大友遺跡の支石墓群から多くの縄文的な人骨が発見されている。さらに瀬戸内地方の神戸市新方遺跡からの人骨も縄文的形質を備えているという。ただ、福岡市の雀居（ささい）遺跡や奈良盆地の唐古・鍵遺跡の前期弥生人は、渡来系の人骨だと判定されている。つまり、最初に渡来系が展開したと考えられている北部九州や瀬戸内・近畿地方でさえ、弥生時代初期の遺跡からは渡来系の人と判定される人骨の出土数は縄文系とされる人骨より少ない。そのことから、水田稲作の先進地帯でも縄文人が水稲耕作を行ったのであり、絶対多数の縄文人と少数の大陸系渡来人との協同のうちに農耕社会へと移行したと考えられる。
一方、1960年代になると金関丈夫が、山口県土井ヶ浜遺跡や佐賀県の三津永田遺跡などの福岡平野の前・中期の弥生人骨の研究から、弥生時代の人の身長は高く、さらに頭の長さや顔の広さなどが朝鮮半島と渤海湾周辺など中国東北の人骨に近く、縄文時代人とは大きな差があると指摘し、縄文人とは違った人間が朝鮮半島や大陸からやってきて、縄文人と混血して弥生人になったと考えた。その後の調査で、前述のように中国山東省の遺跡から発掘された人骨との類似も指摘されている。
また、埴原和郎は、アジア南部に由来する縄文人の住む日本列島へ中国東北部にいたツングース系の人々が流入したことにより弥生文化が形成されたとの「二重構造モデル」を1991年に提唱した。一方古代北東アジア人と密接に関係しているツングース系民族やニブフ人などの生活しているアムール川下流域から来たとみられるオホーツク文化人は、歯冠計測値や頬骨の張り出しなどの特徴が渡来系弥生人やその影響を大きく受けたと思われる現代日本人とは全く異なっていた。また覚張らは後述する西北九州弥生人のサンプルを解析し、西北九州弥生人には古代北東アジア人に関連するバイカル湖周辺の古人骨などとの混血が見られるとし、古墳時代の古人骨サンプルが中国など東アジアの集団との混血が加わっていることとあわせて日本人は三重構造であると提唱した。
埴原は、人口学の推計によれば弥生時代から古墳時代にかけて一般の農耕社会の人口増加率では説明できない急激な人口増加が起きていることから、この間、100万人規模の渡来人の流入があったはずだとする大量渡来説も提唱していた。一方で中橋らは少量の渡来と高い人口増加率が組み合わされば渡来系弥生人主体の人口増加は説明可能としている。この問題については国立歴史民俗博物館のチームが弥生時代の開始年代が約500年早いと発表したことにより、少数の渡来であっても高い人口増加率を想定しなくてもよくなり議論が終息していった。
佐原真は福岡平野・佐賀平野などの北九州の一部で、縄文人が弥生人と混血した結果弥生文化を形成して東に進み、混血して名古屋と丹後半島とを結ぶ線まで進み、水稲耕作が定着したとしている。
弥生人に関連する体質として、下戸が存在する。下戸遺伝子の持ち主は中国南部と日本に集中しており、水耕栽培の発祥と推測される中国南部での、水田農耕地帯特有の感染症に対する自然選択の結果ではないかとも推測されている。

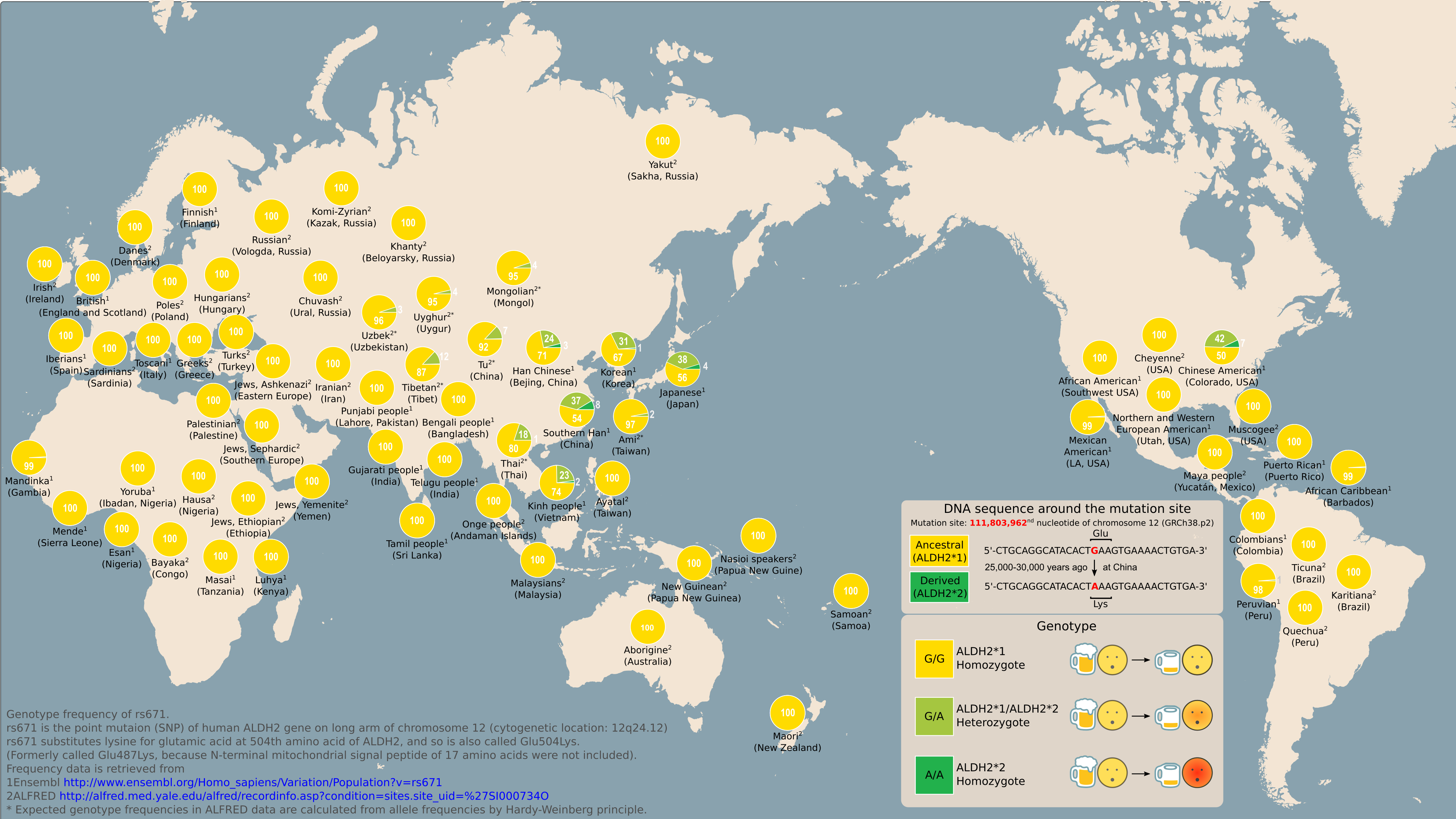
下戸遺伝子の分布。中国南部と日本が多く、次いで朝鮮半島、中国北部、ベトナムが多い。

## 弥生人の種類（九州）
九州の弥生人は、大陸から北部九州に渡来した「渡来系弥生人」、鹿児島県付近に住み極度な短頭型（絶壁型）の「南九州弥生人」、長崎県付近に住んでいた「西北九州弥生人」がある。南九州弥生人と西北九州弥生人については、形質的に縄文人の子孫と考えられてきた。
近年の核ゲノム分析によって、西北九州弥生人については、渡来系弥生人との間で混血がかなり進んでいたことが示された。同じサンプルを用いた別の解析では、西北九州弥生人は古代北東アジア人系統と混血しているとの結果が出ている。
現在では渡来系弥生人の遺伝的多様性に北東アジア人系統と東アジア系統が含まれると考えられている。

## 関連文献
- 藤尾慎一郎『弥生人はどこから来たのか－最新科学が解明する先史日本』吉川弘文館 歴史文化ライブラリー587、2024 ISBN 9784642059879